# Байшу-Алентежу (субрегион)
Субрегион Байшу-Алентежу (порт. Baixo Alentejo (subregião)) — экономико-статистический субрегион в центральной Португалии.
Входит в состав Алентежу.
Включает в себя часть муниципалитетов округа Бежа.
Территория — 8 505 км². Население — 135 105 человек. Плотность населения — 15,9 чел/км².

## География
Субрегион граничит:
- на севере — субрегион Алентежу-Сентрал
- на востоке — Испания
- на юге — субрегион Алгарви
- на западе — субрегион Алентежу-Литорал

## Муниципалитеты
Субрегион включает в себя 13 муниципалитетов округа Бежа:
- Алвиту
- Алжуштрел
- Алмодовар
- Барранкуш
- Бежа
- Видигейра
- Каштру-Верде
- Куба
- Мертола
- Мора
- Орике
- Серпа
- Феррейра-ду-Алентежу